# Tabojok
Le Tabojok (en russe : Табожок, en altaï méridional : Тöбöчöк, Töbötchök) est une montagne du raïon de Koch-Agatch, dans la république russe de l'Altaï, ainsi que dans le système montagneux éponyme d'Asie centrale. Il se situe dans les monts Kouraï, et culmine à 3 200 mètres d'altitude.

## Toponymie
Le nom du Tabojok vient du nom en altaï, Тöбöчöк, qui signifie « petit pic de la montagne ».

## Géographie
Le sommet se trouve dans le raïon de Koch-Agatch, dans le Sd-Est de la république de l'Altaï, en Russie, dans le sud de la Sibérie. Le village le plus proche est celui de Telenguit-Sortogoï, à 9 km au sud-ouest du sommet. Le village de Koch-Agatch est à 15 km au sud-ouest.
Le sommet se situe dans l'Altaï, système montagneux d'Asie centrale, au sein des monts Kouraï, massif du sud du système, qui a une longueur de 140 km et dont le point culminant s'élève à 3 446 mètres d'altitude.
Le Tabaojok culmine à 3 200 mètres d'altitude. Étant donné qu'au sud du sommet se trouve la grande steppe de la Tchouïa, il peut être visible depuis une longue distance, et avec les autres sommets entourant la cuvette qu'est la steppe, il la domine. La rivière Tabojok, un affluent de rive droite de la Tchouïa, naît sur ses pentes. La Tchouïa est un affluent de rive droite de la Katoun, qui est une des deux rivières qui donne naissance à l'Ob à Biïsk.